# Proteinivoracaceae
Proteinivoracaceae ist eine Familie von Bakterien. Die Arten führen eine Gärung durch und können zusätzlich anaerobe Atmung mit alternativen Elektronenakzeptoren wie Schwefel- oder Eisenverbindungen betreiben. Mehrere Arten können auch Proteine verstoffwechseln. Hierauf deutet auch der Name hin. Es sind extremophile Arten in dieser Familie zu finden. So benötigen viele Arten hohe Temperaturen und hohe pH-Werte zum Wachstum, sie sind thermophil und alkaliphil. Arten von Proteinivorax benötigen hohe Salzwerte zum Wachstum, sie sind halophil.

## Merkmale
Die Arten der Proteinivoracaceae sind stäbchenförmig, gerade oder leicht gekrümmt. Sie treten einzeln oder paarweise auf und besitzen eine Gram-positive Zellwandstruktur, wobei die Ergebnisse der Gram-Färbung artspezifisch anders ausfallen kann. Einige Arten, wie Proteinivorax tanatarens und Alkalicella caledoniensis, bilden runde oder ovale Endosporen an den Zellenden. Das Auftreten von verzweigten Zellen (Y-Typ) ist ein charakteristisches Merkmal der Anaerobranca-Arten, kann aber auch bei anderen Gattungen vorkommen.

## Stoffwechsel und Wachstum
Die Arten sind in der Regel obligat anaerob, tolerieren also keinen Sauerstoff. Einige Stämme von Proteinivorax zeigen allerdings eine eingeschränkte Sauerstofftoleranz. Die Bakterien sind chemoheterotroph, benötigen also organische Stoffe zum Wachstum. Sie können die Fermentation (auch als Gärung bezeichnet) durchführen. Viele Arten können auch alternative Elektronenakzeptoren für die anaerobe Atmung nutzen.
Die Gärungsprodukte aus Hefeextrakt bei Anaerobranca sind Acetat, CO2 und H2. Anaerobranca gottschalkii ist eines der ersten beobachteten thermoalkaliphilen Bakterien, welche heterotroph auf einer Vielzahl von Mono- und Polysacchariden sowie auf proteinhaltigen Substraten wie Hefeextrakt, Pepton und Trypton wachsen können. Bei Proteinivorax tanatarense wurden bei der Gärung von Trypton geradkettige und verzweigte Säure sowie Wasserstoff und Ammoniak als Endprodukte beobachtet. Pyruvat wurde zu einer Mischung aus Formiat und Acetat fermentiert. Viele Arten können auch komplexe Proteine wie Albumin, Casein und Gelatine abbauen.
Die Arten können auch die Schwefelatmung oder Eisenatmung nutzen. Weitere mögliche Elektronenakzeptoren sind, je nach Art, z. B. Dimethylsulfoxid (DMSO), elementarer Schwefel und Eisen(III)-Citrat. Anaerobranca kann außerdem Selenit als Akzeptor nutzen, gebildet wird hier elementares Selen und Selenid (Se2-). Des Weiteren können einige Arten die Fumaratatmung nutzen. Fumarat wird hierbei zu Succinat reduziert.
Es folgt eine Tabelle mit Merkmalen von Beispielarten:
|                                                                 | Proteinivorax tanatarense                                                                   | Anaerobranca horikoshii                                    | Anaerobranca gottschalkii                                                                | Alkalicella caledoniensis                                     |
| --------------------------------------------------------------- | ------------------------------------------------------------------------------------------- | ---------------------------------------------------------- | ---------------------------------------------------------------------------------------- | ------------------------------------------------------------- |
| Fundort der Erstbeschreibung                                    | Algenblüte im alkalischen See Tanatar VI, Russland                                          | Wasser- und Bodenproben aus dem Yellowstone-Nationalpark.  | feuchte Bodenprobe an einem heißen Zufluss des Bogoria-Sees, Kenia.                      | Alkalische Thermalquelle „La Crouen“, Neukaledonien           |
| Zellform                                                        | Stäbchen                                                                                    | Stäbchenförmige Zellen mit primären Verzweigungen (Y-Form) | stäbchenförmig, in späten Kulturen pleomorph und protoplastenartige Strukturen, Y-Form   | pleomorph, stäbchenförmig, in späten Wachstumsphasen kokkoid. |
| Sporenbildung                                                   | ja                                                                                          | nein                                                       | nein                                                                                     | ja                                                            |
| Genutzte Verbindungen (Auswahl)                                 | Proteine, Cellobiose, Pyruvat, Glycerol                                                     | Hefeextrakt                                                | Glucose, Fructose, Proteinhaltige Substrate (Hefeextrakt, Pepton, Trypton)               | Pepton, Pyruvat, Hefeextrakt, Xylose                          |
| Produkte der Gärung                                             | Geradkettige/verzweigte Säuren, H2, NH3                                                     | Acetat, CO2, H2                                            | Bei der Gärung von Stärke oder Glukose: Acetat und geringe Mengen von Ethanol            | Acetat, Formiat                                               |
| Genutzte Elektronenakzeptoren                                   | Fumarat (Fumaratatmung), DMSO, Thiosulfat und elementarer Schwefel durch die Schwefelatmung | Fumarat                                                    | Thiosulfat fördert das Wachstum wenn Glukose oder Stärke als Substrate verwendet werden. | Eisen(III)-Citrat und Thiosulfat                              |
| Extremophilie                                                   | Alkaliphil, halophil, thermophil                                                            | Thermophil, alkaliphil                                     | Thermophil, alkaliphil                                                                   | Alkaliphil                                                    |
| tolerierte pH-Werte, in Klammern pH-Wert für optimales Wachstum | 7,6–10,5 (8,8)                                                                              | 6,5–10,3 (8,5–8,8)                                         | 6–10,5 (9,5)                                                                             | 8,2–10,8 (9,5)                                                |

Die Hauptfettsäuren dieser Bakterien sind iso-C15:0 und C16:0.
Natriumionen sind für das Wachstum essenziell, wobei PProteinivorax tanatarense besonders salztolerant ist (Optimum bei 2–3 mol/l Na⁺).

## Ökologie
Die Familie umfasst sowohl mesophile (Proteinivorax) als auch thermophile (Anaerobranca, ) Gattungen.
Anaerobranca gehört zur extremophilen Gruppe der Alkalithermophilen, sie benötigen hohe pH-Werte (sie sind alkaliphil) und hohe Temperaturen (thermophil) um zu wachsen. Die meisten Arten von Anaerobranca wachsen nicht bei einem pH-Wert unter 7,5. A. horikoshii und A. gottschalkii wachsen noch schwach bei einem pH-Wert von 6,0-6,5. Es sind auch halophile Arten vorhanden, also Arten, die hohe Salzwerte tolerieren. So zeigt P. tanatarense ein Wachstumsoptimum bei 2–3 Mol Na+.
Proteinivorax-Stämme wurden aus dichten, abgestorbenen Algen im stark alkalischen (pH 10) Tanatar-See (Altai-Gebirge, Russland) isoliert. Andere Mitglieder der Familie wurden aus thermischen und teilweise auch alkalischen Quellen isoliert. So wurde Alkalicella caledoniensis LB2T aus einer Quelle mit einem pH-Wert von 9,0 und einer Temperatur von 42 °C auf der Insel Neukaledonien gewonnen. Anaerobranca horikoshii DSM 9786T wurde aus einer Quelle im Yellowstone National Park isoliert. Anaerobranca gottschalkii LBS3T wurde aus einem Zulauf (pH 9–10, 50–80 °C) im alkalischen Bogoriasee in Kenia kultiviert. Die beiden anderen Anaerobranca-Arten, A. californiensis und A. zavarzinii, stammen ebenfalls aus thermischen und alkalischen Umgebungen.
Die Vermehrung dieser Bakterien wird in proteinreichen Umgebungen begünstigt, z. B. ist die Anhäufung von Algen ein Beispiel für eine solche Isolationsquelle. Andere Beispiele sind vom Menschen geschaffene alkalische Umgebungen wie Bioreaktoren.

## Systematik
Die Familie zählt zur Ordnung Eubacteriales innerhalb der Klasse Clostridia des Stammes Bacillota (früher als Firmicutes bezeichnet). Die Familie wurde im Jahr 2013 mit der Erstbeschreibung von Proteinivorax tanatarense vorgeschlagen. Auf die Fähigkeit Proteine abzubauen weist „Proteini“ im Familiennamen Proteinivoracaceae hin, „vorax“ ist lateinisch und bedeutet soviel wie „Verschlingen“.
Im Juli 2025 zählten drei Gattungen zu der Familie:
- Alkalicella Quéméneur et al. 2021
- Proteinivorax Kevbrin et al. 2014
- Anaerobranca Engle et al. 1995

Die Stellung von Anaerobranca ist noch unklar (Stand Juli 2025), alternativ wird es auch zu der Familie Syntrophomonadaceae gestellt.